# Squalidus iijimae
Squalidus iijimae es una especie de peces de la familia Cyprinidae en el orden de los Cypriniformes.

## Morfología
Los machos pueden llegar alcanzar los 10 cm de longitud total.

## Hábitat
Es un pez de agua dulce.

## Distribución geográfica
Es un endemismo de Taiwán.